# Midway (Minnesota)
Midway – jednostka osadnicza w Stanach Zjednoczonych, w stanie Minnesota, w hrabstwie Mahnomen.